# Éder Carbonera
Éder Carbonera (* 19. Oktober 1983 in Farroupilha) ist ein brasilianischer Volleyball-Nationalspieler. Mit der Nationalmannschaft wurde er 2016 Olympiasieger sowie 2014 und 2018 Vize-Weltmeister. Er gewann mehrere nationale Meisterschaften mit verschiedenen brasilianischen Vereinen sowie die Klub-Weltmeisterschaften 2013 und 2015 mit Sada Cruzeiro Vôlei. 2021 wurde er mit den Berlin Recycling Volleys deutscher Meister.

## Karriere

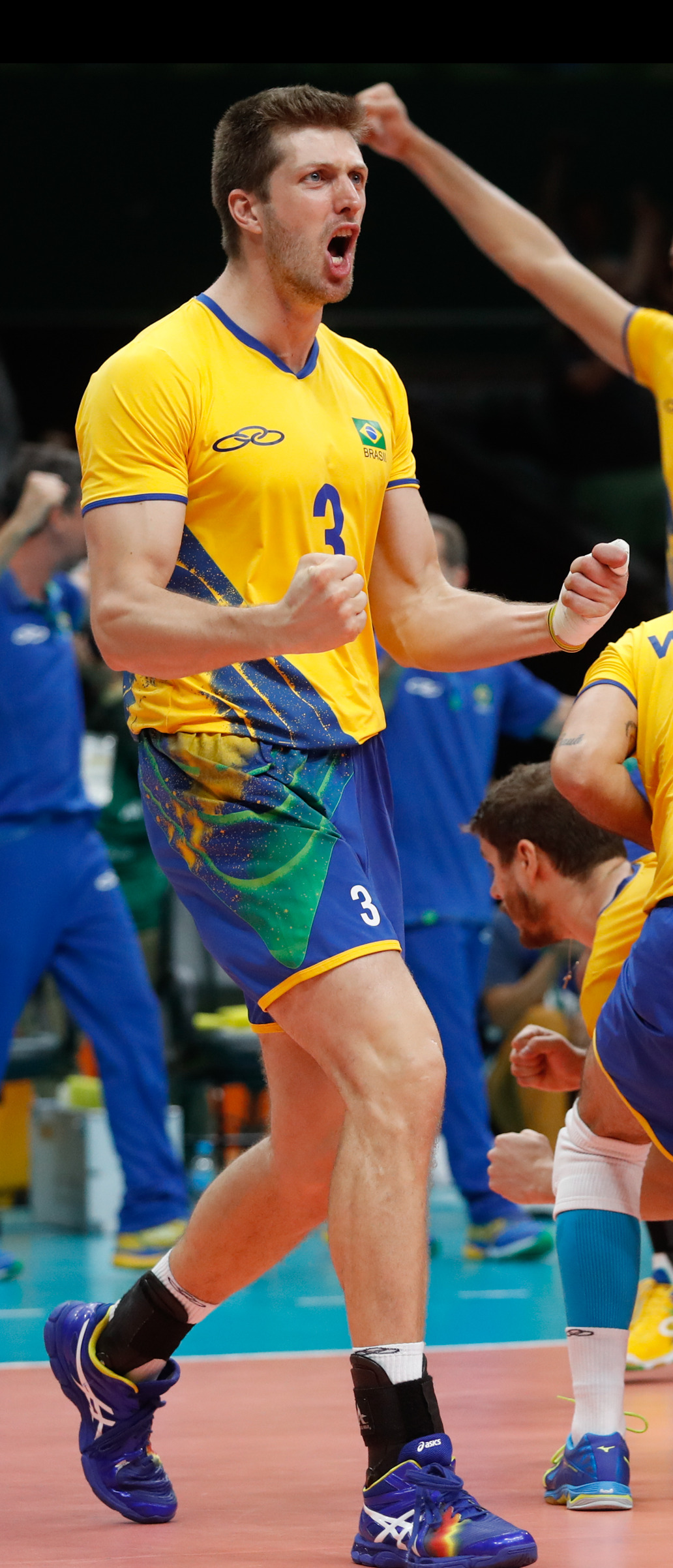
Carbonera bei den Olympischen Spielen 2016

Carbonera begann seine Karriere 1998 bei der Universidade de Caxias do Sul. Er war mit den brasilianischen Junioren erfolgreich. Er wurde 2001 U17-Weltmeister und gewann 2002 die panamerikanische Meisterschaft der U20. Von 2001 bis 2004 spielte er bei EC Banespa in São Paulo. 2003 wurde er Dritter der U20-Weltmeisterschaft. In der Saison 2004/05 war er nochmal beim Universitätsteam aktiv. Danach wechselte er zu Cimed Florianópolis. Mit dem Verein wurde er 2006 sowie von 2008 bis 2010 viermal brasilianischer Meister. In dieser Zeit feierte er weitere Erfolge mit der A-Nationalmannschaft. 2007 gewann er mit Brasilien die Weltliga. 2009 gelang der nächste Titelgewinn in der Weltliga und Carbonera wurde mit Brasilien Südamerikameister. 2011 kamen der Sieg bei den Panamerikanischen Spielen und der zweite Platz in der Weltliga hinzu. In der Saison 2012/13 spielte Carbonera bei SESI São Paulo, bevor er zu Sada Cruzeiro Vôlei wechselte. Mit Sada Cruzeiro wurde er 2013 und 2015  Klub-Weltmeister. Mit der Nationalmannschaft gab es einen weiteren zweiten Platz in der Weltliga 2013, erneut nach einer Niederlage gegen Russland, und den nächsten Sieg bei der südamerikanischen Meisterschaft. 2014 musste sich Carbonera mit Brasilien sowohl in der Weltliga gegen die USA als auch im Finale der Weltmeisterschaft gegen Polen geschlagen geben.
In der Weltliga 2016 verloren die Brasilianer ein weiteres Finale. Doch anschließend gewannen sie bei den Olympischen Spielen in Rio de Janeiro mit einem Sieg gegen Italien die Goldmedaille. In der Saison 2016/17 gewann Carbonera mit Funvic Taubaté den brasilianischen Pokal. Mit der Nationalmannschaft gab es die nächste Silbermedaille in der Weltliga 2017. 2017/18 spielte Carbonera beim italienischen Erstligisten Trentino Volley. 2018 wurde er mit Brasilien bei der WM in Italien und Bulgarien erneut Vize-Weltmeister. Danach wechselte er wieder zu SESI São Paulo. 2020 wurde Carbonera vom deutschen Bundesligisten Berlin Recycling Volleys verpflichtet. Mit den Berlinern schied er in der Saison 2020/21 im Viertelfinale des DVV-Pokals aus und kam in der Champions League ebenfalls ins Viertelfinale. Anschließend erreichten die Berliner als Tabellendritter der Bundesliga-Hauptrunde das Playoff-Finale gegen den VfB Friedrichshafen und wurden deutscher Meister. Nach der Saison kehrte Carbonera erneut zurück nach São Paulo.